# Високе (селище, Унецький район)
Високе (рос. Высокое) — селище в Унецькому районі Брянської області Російської Федерації.
Населення становить 535 осіб. Входить до складу муніципального утворення Висоцьке сільське поселення.

## Історія
Населений пункт розташований на території українського етнічного та культурного краю Стародубщина.
Від 2005 року входить до складу муніципального утворення Висоцьке сільське поселення.

## Населення
| 2010 | 2013 |
| ---- | ---- |
| 550  | ↘535 |